# Stade Abdoulaye Nakoro Cissoko
Stade Abdoulaye Nakoro Cissoko – stadion w miejscowości Kayes w Mali o pojemności 15 tys. widzów. Zbudowany został w 2001 roku w związku z Pucharem Narodów Afryki 2002. Na stadionie rozgrywa swoje mecze zespół AS Sigui.